# 羅森代爾 (密蘇里州)
羅森代爾（英語：Rosendale）是位於美國密蘇里州安德魯縣的城市。

## 人口
根據2020年美國人口普查的數據，羅森代爾的面積為0.79平方千米，當中陸地面積為0.76平方千米，而水域面積為0.03平方千米。當地共有人口119人，而人口密度為每平方千米151人。